# تور جهانی والیبال ساحلی
تور جهانی والیبال ساحلی (انگلیسی: FIVB Beach Volleyball World Tour) که با نام تور جهانی والیبال سواچ هم شناخته می‌شود، سالانه توسط فدراسیون بین‌المللی والیبال در رده مردان و زنان برگزار می‌شود.در بیست وهشتمین دوره رده مردان که در سال ۲۰۱۶ برگزار شد جزیره کیش یکی از میزبان های آن دوره بود.
1. ↑  Season List, Beach Volleyball Database
2. ↑  Beach Volleyball تاریخچه, Beach Volleyball Database
3. ↑  International Women's Career Team Victory Leaders, Beach Volleyball Database
4. ↑  International Men's Career Team Victory Leaders, Beach Volleyball Database
5. ↑  International Women's Career Individual Victory Leaders, Beach Volleyball Database
6. ↑  International Men's Career Individual Victory Leaders, Beach Volleyball Database

- مشارکت‌کنندگان ویکی‌پدیا. «FIVB Beach Volleyball World Tour». در دانشنامهٔ ویکی‌پدیای انگلیسی، بازبینی‌شده در ۱۵ دسامبر ۲۰۱۴.